# Jeremy Brock
Jeremy Brock (Bruxelas, 1959) é um ator, produtor, escritor e diretor inglês cujos trabalhos incluem os roteiros Mrs. Brown, Driving Lessons, The Last King of Scotland e Charlotte Gray. Ele também trabalhou nos dramas Casualty e Holby City. Ele é o co-criador de Casualty com Paul Unwin.